# Gara Lunca la Tisa
Gara Lunca la Tisa este o stație de cale ferată care deservește Bocicoiu Mare, județul Maramureș, România. Situată pe Linia 409 și Linia 423, linii secundare ale Magistralei CFR 400, este una din cele patru gări din comuna Bocicoiu Mare, celelalte fiind cea din satul Tisa, cea din satul Crăciunești și cea din satul Bocicoiu Mare.

## Istoric
Comuna Bocicoiu Mare și satul Lunca la Tisa au fost legate la rețeaua de cale ferată în 1895, odată cu inaugurarea liniei de cale ferată Máramarossziget (Sighetu Marmației) – Barnabás (Kostîlivka/Berlebaș) – Kőrösmező (Iasinia/Frasin) – Stanislau (Ivano-Frankivsk). Întrucât linia era situată atât pe teritoriul Cisleithaniei cât și pe cel Transleithaniei al Austro-Ungariei, porțiunea austriacă a căii ferate a fost exploatată de către Căile ferate de stat cezaro-crăiești austriece / Căile ferate de stat imperialo-regale austriece (în germană "k.k. österreichische Staatsbahnen") iar cea ungară de către compania feroviară MÁV (în maghiară "Magyar Államvasutak"). La sfârșitul Primului Război Mondial, linia ferată a fost împărțită în trei părți: porțiunea de sud de la Sighetu Marmației până după Valea Vișeului a rămas României, porțiunea mediană de la Dilove la Frasin a trecut pe teritoriul cehoslovac și cea de nord de după Frasin la Ivano-Frankivsk pe teritoriul Poloniei. Ca urmare a stabilirii acestor noi granițe, căile ferate din partea românească a Maramureșului nu au mai avut nici o legătură cu restul rețelei feroviare a României. În 1928 s-a încheiat un acord între Polonia, Cehoslovacia și România cu privire la modul de folosire a acestei linii, astfel legătura feroviară dintre Maramureș și restul țării se facea prin teritoriul cehoslovac, fiind folosită linia de cale ferată Debrecen – Szatmárnémeti (Satu Mare) – Királyháza (Korolevo/Craihaza) – Máramarossziget (Sighetu Marmației). Ca urmare a celor două dictate de la Viena din martie 1939 și august 1940 și a Pactului Ribbentrop-Molotov porțiunea de sud și cea mediană a trecut sub controlul maghiar iar porțiunea de nord a trecut la Uniunea Sovietică. În 1941, Germania a atacat Uniunea Sovietică iar după cucerirea Galiției, autoritățile militare germane de ocupație au înființat Direcția Căilor Ferate de Est Lemberg (în germană "Ostbahndirektion Lemberg"), subordonată Direcției Generale a Căilor Ferate de Est (în germană "Generaldirektion der Ostbahn" Gedob) care a preluat exploatarea căilor ferate din Galiția și, prin urmare, și a porțiunii nordice a traseului Sighetu Marmației – Ivano-Frankivsk. După sfârșitul celui de-al Doilea Război Mondial, granițele din anul 1938 au fost restaurate parțial, URSS a anexat atât Galiția, cât și Ucraina Carpatică, astfel că partea centrală și de nord a acestei căi ferate a trecut pe teritoriul său iar Căile Ferate Sovietice (în rusă "Советские железные дороги" Sovetskie Jeleznîe Doroghi SJD) au schimbat ecartamentul liniilor, porțiunea de cale ferată preluată fiind trecută de la ecartamentul normal (1 435 mm) la ecartamentul lat (1 520 mm). România a primit înapoi partea de sud a Maramureșului (Județul Maramureș interbelic), cu porțiunea de sud a liniei. Deoarece tronsonul de la vest de Sighetu Marmației al căii ferate Debrecen – Sighetu Marmației, în apropierea localității Câmpulung la Tisa, a trecut iarăși pe teritoriul unui stat străin, de această dată cel sovietic, s-a rupt legătura de la Valea Vișeului prin Sighetu Marmației către Câmpulung la Tisa cu rețeaua feroviară a României. Din 1947 legătura Maramureșului cu restul țării pe calea feroviară a fost refăcută odată cu reluarea tranzitului prin teritoriul, de acum, sovietic. În 1949 a fost pusă în funcțiune linia Salva – Dealul Ștefăniței – Vișeu de Jos, care a conectat linia de cale ferată Valea Vișeului – Vișeu de Jos – Borșa deschisă în 1913 cu linia de cale ferată Beclean – Salva – Rodna Veche pusă în funcțiune în anul 1890, România a stabilit astfel o legătură a căilor ferate din Maramureș cu restul rețelei sale feroviare, fără a mai fi necesar tranzitarea teritoriului altei țări. Tronsonul între Valea Vișeului – Sighetu Marmației – Câmpulung la Tisa a fost echipat cu patru șine, pentru a putea fi folosit atât de trenurile care circulă pe șine cu ecartament normal, cât și de cele care circulă pe șine cu ecartament larg și este considerat linie de peaj. După destrămarea Uniunii Sovietice în 1991, partea de nord a traseului a fost preluată de Căile Ferate Ucrainene (în ucraineană "Укрзалізниця" Ukrzaliznîția UZ) de la Căile Ferate Sovietice (SJD). Ambele puncte de trecere a frontierei, Valea Vișeului și Câmpulung la Tisa, sunt echipate numai cu șine cu ecartament larg.

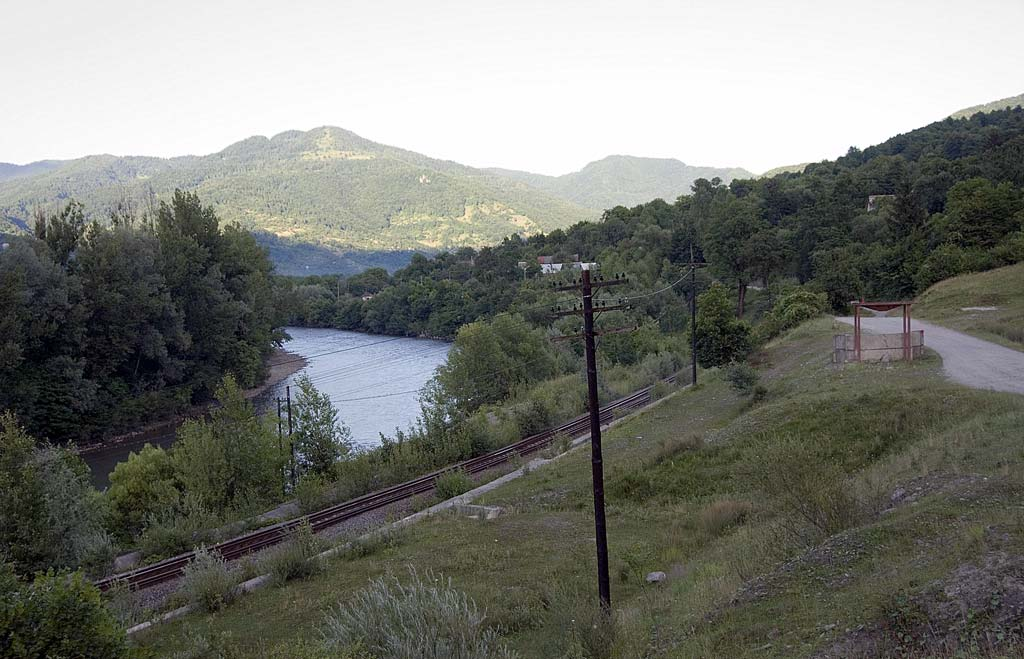
Cale ferată în Lunca la Tisa, pe malul râului Tisa

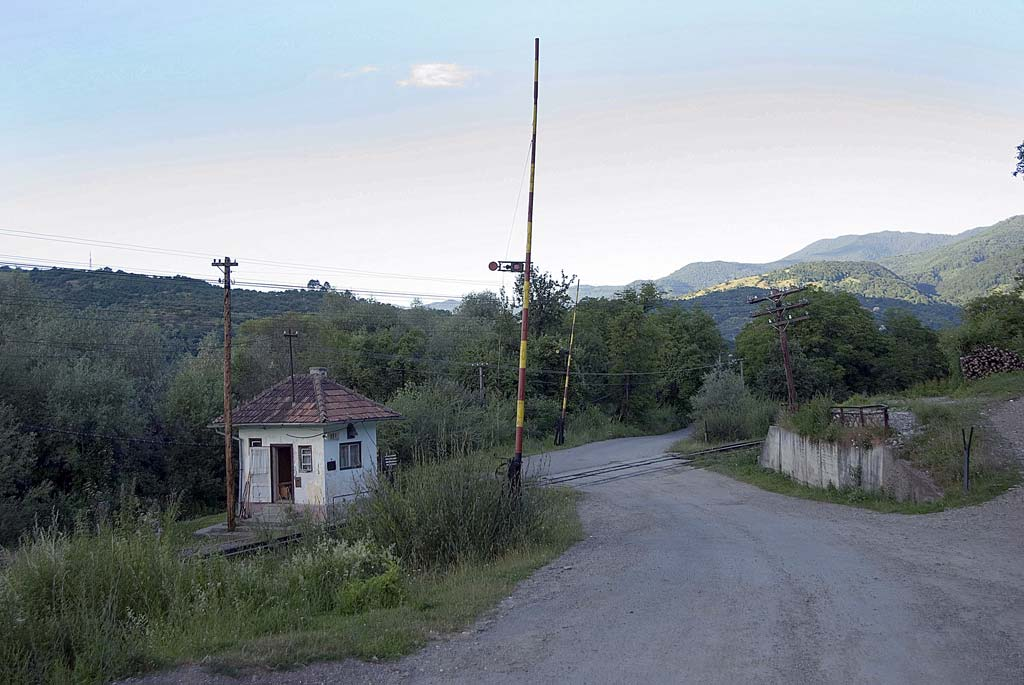
Trecere la nivel cu calea ferată în Lunca la Tisa

## Gara
Gara Lunca la Tisa este situată în satul cu același nume din comuna Bocicoiu Mare, la 770 m de centrul localității și la 3,5 km de centrul comunei.
Stația Lunca la Tisa este amplasată pe Linia 409 Salva – Vișeu de Jos – Sighetu Marmației, la kilometrul 104+088 față de stația Salva, respectiv la kilometrul 14+190 față de stația Sighetu Marmației. Stația este dotată cu instalație de centralizare electromecanică CEM. De asemenea, stația Lunca la Tisa este tranzitată de Linia 423 Rahiv – Sighetu Marmației – Teresva, linie cu ecartament larg, folosită de trenurile Ukrzaliznîția (UZ).
Calea ferată asigură legătura comunei Bocicoiu Mare pe linii adiacente Magistralei 400 spre Beclean pe Someș și Dej pentru transportul feroviar de călători și marfă. Prin gara Lunca la Tisa trec zilnic trenuri Regio (R) ale operatorului CFR Călători.

## Distanțe față de alte gări din România și Europa

### Distanțe față de alte gări din România
- Lunca la Tisa și Arad (via Cluj-Napoca și Teiuș) - 542 km
- Lunca la Tisa și Baia Mare (via Dej Călători și Beclean pe Someș) - 284 km
- Lunca la Tisa și Beclean pe Someș - 126 km
- Lunca la Tisa și București Nord (via Cluj-Napoca) - 709 km
- Lunca la Tisa și București Nord (via Deda) - 592 km
- Lunca la Tisa și Cluj-Napoca - 209 km
- Lunca la Tisa și Dej Călători - 156 km
- Lunca la Tisa și Episcopia Bihor (via Cluj-Napoca) - 368 km
- Lunca la Tisa și Jibou (via Dej Călători) - 226 km
- Lunca la Tisa și Oradea (via Cluj-Napoca) - 361 km
- Lunca la Tisa și Satu Mare (via Baia Mare) - 344 km
- Lunca la Tisa și Suceava (via Salva) - 341 km

### Distanțe față de alte gări din Europa
- Lunca la Tisa și  Železničná stanica Bratislava-Petržalka (via Arad, Keleti Budapesta și Hauptbahnhof Viena) - 1122 km
- Lunca la Tisa și  Keleti Budapesta (via Arad) - 795 km
- Lunca la Tisa și  Keleti Budapesta (via Oradea) - 618 km
- Lunca la Tisa și  Keleti Budapesta (via Valea lui Mihai) - 672 km
- Lunca la Tisa și  Chișinău (via Suceava și Iași) - 588 km
- Lunca la Tisa și  Kiev Pasajirski (via Suceava) - 1121 km
- Lunca la Tisa și  Kiev Pasajirski (via Teresva, Korolevo, Mukacevo, Batovo, Strîi, Liov, Rivne și Sarnî) - 999 km
- Lunca la Tisa și  Kiev Pasajirski (via Valea Vișeului, Rahiv, Ivano-Frankivsk, Liov, Rivne și Sarnî) - 913 km
- Lunca la Tisa și  Praha hlavní nádraží (via Arad, Keleti Budapesta, Hauptbahnhof Viena și Brno hlavní nádraží) - 1467 km
- Lunca la Tisa și  Hauptbahnhof Viena (via Arad) - 1057 km
- Lunca la Tisa și  Hauptbahnhof Viena (via Oradea) - 871 km
- Lunca la Tisa și  Hauptbahnhof Viena (via Valea lui Mihai) - 926 km